# Kamenný Újezd (okres České Budějovice)
Kamenný Újezd (lidově Kameňák, německy Steinkirchen) je obec ležící v okrese České Budějovice, kraj Jihočeský, zhruba devět kilometrů jihozápadně od Českých Budějovic. Žije zde přibližně 2 700 obyvatel.

## Historie

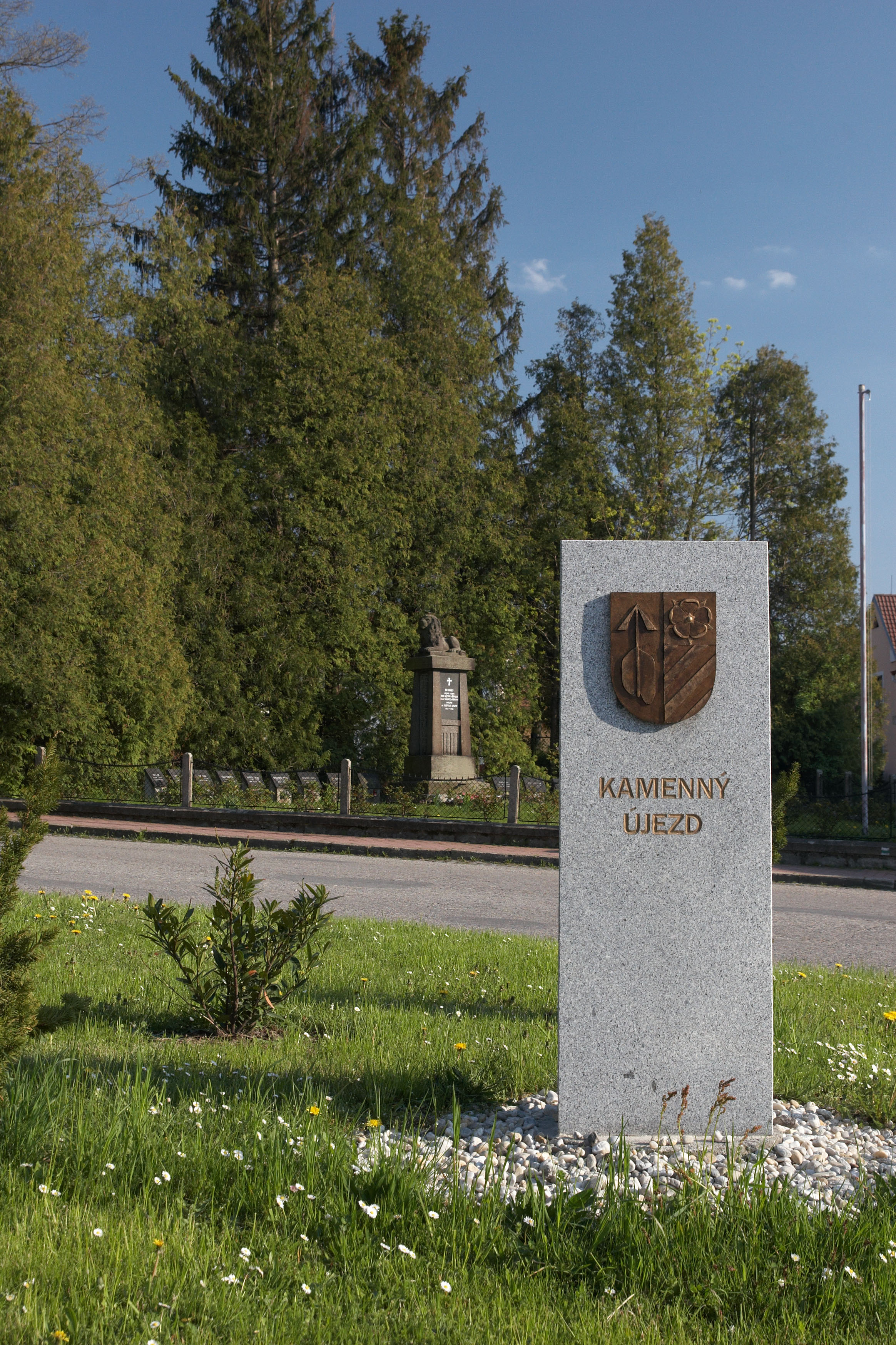
Znak na Náměstí a památník padlých vojáků v pozadí

Nejstarší písemné zmínky o vsi, jedna pod německým, druhá pod českým názvem, pocházejí z roku 1263, kdy Vernéř z Újezda (Wernherus de Steynchirchen) vystupuje jako svědek při založení kláštera Zlatá Koruna a Michal z Újezda (Michael de Wgezt) při prodeji vsi Záboří klášteru vyšebrodskému. O předchozím plánovitém založení vesnice svědčí jak její název Újezd, tak uspořádání kolem prostorné obdélné návsi. Severovýchodně od návsi je situován kamenný kostel Všech Svatých, který svým stavebním materiálem poskytl základ pojmenování vsi. Vladykové z Újezda zprvu sídlili na tvrzi vedle kostela, později si západně od vsi zbudovali nad řekou Vltavou hrad Maškovec.
Po vymření postupně chudnoucího zdejšího rodu se Kamenný Újezd roku 1455 dostal Rožmberkům jako součást jejich krumlovského panství. Sídlo na rušné obchodní cestě z Budějovic na jih vcelku prosperovalo, tvrdý odpor budějovických měšťanů, střežících si dosah svého mílového práva, však zabránil rozvoji zdejšího pivovarnictví i snahám rožmberské vrchnosti o povýšení Kamenného Újezda na město roku 1552. Majitele Kamenný Újezd změnil v roce 1602, kdy panství Český Krumlov od Petra Voka z Rožmberka koupil císař Rudolf II. Od roku 1622 držel krumlovské panství Jan Oldřich z Eggenberka, po Eggenbercích od roku 1719 Schwarzenbergové.
V 17. století byla obec rozdělena mezi šest vrchností.
V roce 1827 byla kolem Újezda postavena koněspřežná dráha, ale vlastní stanice se dočkal až při přestavbě na parní trakci v roce 1872. V roce 1859 zde byla postavena pošta. Ve druhé polovině 19. století se poblíž těžil lignit (lokalita Na Dolech).
Na konci druhé světové války procházela kolem Újezda demarkační linie. Dne 11. května 1945 se v místní škole setkali ruští a američtí generálové; setkání údajně inicioval plukovník František Vávra. V roce 1949 zde bylo založeno jednotné zemědělské družstvo.
Po zrušení poddanství se Kamenný Újezd roku 1850 stal samostatnou obcí, jíž zůstává dodnes. Obec od počátku zahrnovala osadu Březí, Rančice byly připojeny od tehdejší obce Opalice k 1. lednu 1956, další místní části dne 1. ledna 1976.

## Obecní správa

### Místní části
Obec Kamenný Újezd se skládá z devíti částí na pěti katastrálních územích:
- Březí (leží v k. ú. Kamenný Újezd)
- Bukovec (leží v k. ú. Kamenný Újezd)
- Kamenný Újezd  (i název k. ú.)
- Kosov (k. ú. Kosov u Opalic)
- Krasejovka (i název k. ú.)
- Milíkovice (leží v k. ú. Krasejovka)
- Opalice (i název k. ú.)
- Radostice (leží v k. ú. Opalice)
- Rančice (leží v k. ú. Kamenný Újezd)

Dále k obci náleží katastrální území Otmanka se stejnojmennou samotou (ZSJ sídla Krasejovka). K obci patří i množství samot, např. Bednářství, Borek, Otmanka, Vurm a Plavnice.

### Starostové
- 2010–2014 František Ondřich
- 2014–2022 Ing. Jitka Šebelková
- od roku 2022 Jiří Haisman

## Pamětihodnosti
- Farní kostel Všech svatých v severovýchodní části vesnice. Původem raně gotický, zbudovaný zřejmě současně se založením vsi v polovině 13. století. První přímá písemná zmínka o kostele pochází z roku 1290, zasvěcení Všem Svatým je doloženo od roku 1383. Kostel představuje jednolodní stavbu s pravoúhle ukončeným presbytářem, k němuž ze severní strany přiléhá sakristie, před západní průčelí vystupuje věž. Provedení presbytáře a sakristie je typově blízké kostelu v Doudlebech. Kostel prodělal pozdně gotickou přestavbu koncem 15. století. V roce 1520 odlil Bartoloměj Pražský pro tento kostel zvon s gotickým zdobením, o průměru 124 cm a výšce 92 cm.[6] Věž byla přidána v letech 1690 až 1694. Kolem roku 1727 byla rozšířena loď. Roku 1777 věž vyhořela.[6] Z kostela pochází vzácný deskový obraz tzv. Madona z Kamenného Újezda. K farnosti náleží vyjma Krasejovky všechny části obce Kamenný Újezd, dále pak vesnice Čertyně, Dolní Svince, Chlumec, Krnín, Včelná a Záluží.
- Fara, v jádru renesanční stavba, později barokně upravená v 18. století. V letech 1800 až 1804 zde působil básník a jazykovědec Antonín Jaroslav Puchmajer.
- Čtveřice božích muk, nejstarší z nich, pozdně gotická ze 16. století, stojí v parku na Náměstí (historické vyobrazení)
- Kamenný rozcestník Krumlov - Velešín, taktéž na náměstí (původně stával na křižovatce u rybníka Štilec)
- Pozůstatky koněspřežné dráhy České Budějovice – Linec
  - Strážní domek severovýchodně od obce při současné železniční trati, v lokalitě Na Dolech[7]
  - Násep s klenutým mostkem, v areálu železniční stanice na jižním okraji Kamenného Újezda
  - Strážní domek a dva kamenné propustky poblíž rekreačního rybníka Štilec, jižně od obce
- Zřícenina hradu Maškovec ze druhé poloviny 14. století na skále nad Vltavou západně od obce
- Mohylová pohřebiště různého stáří na několika místech v okolí obce (U Kotka na severozápadě, Hamerský les na jihovýchodě), největší z nich s asi 35 dochovanými mohylami z doby bronzové až doby halštatské se nachází v lokalitě Obecní les vsv. od Kamenného Újezda, směrem ku Plavu.
- Na hřbitově okolo kostela Všech svatých se nachází hrob Františka Havlíčka (1823–1911), bratra Karla Havlíčka Borovského.[8]
- Kříž Na Hraničkách
- Kamenný Újezd u Českých Budějovic zastávka bývala nejdelším názvem železniční stanice v ČR.[9]

## Rodáci a osobnosti
- Josef Bürger (1902–1980), poštmistr, amatérský kreslíř
- Božena Hájková-Jirásková, malířka
- Petr Klíma-Toušek, mystik
- Josef Kříž (malíř), malíř
- Jiří Müller, grafik, malíř a ilustrátor
- Jan Zelenka-Hajský, odbojář, podílel se na atentátu na Heydricha
- František Havlíček, bratr K. H. Borovského, je zde pohřben
- Otakar Prokš, právník a spisovatel, zemřel zde
- František Bohdal (1927-2012), herec, dramatik, básník a scenárista
- Růžena Michalová (1928-2016), herečka, manželka F. Bohdala
- František Oberfalcer (1939–2017), grafik, malíř a textilní výtvarník

## Galerie

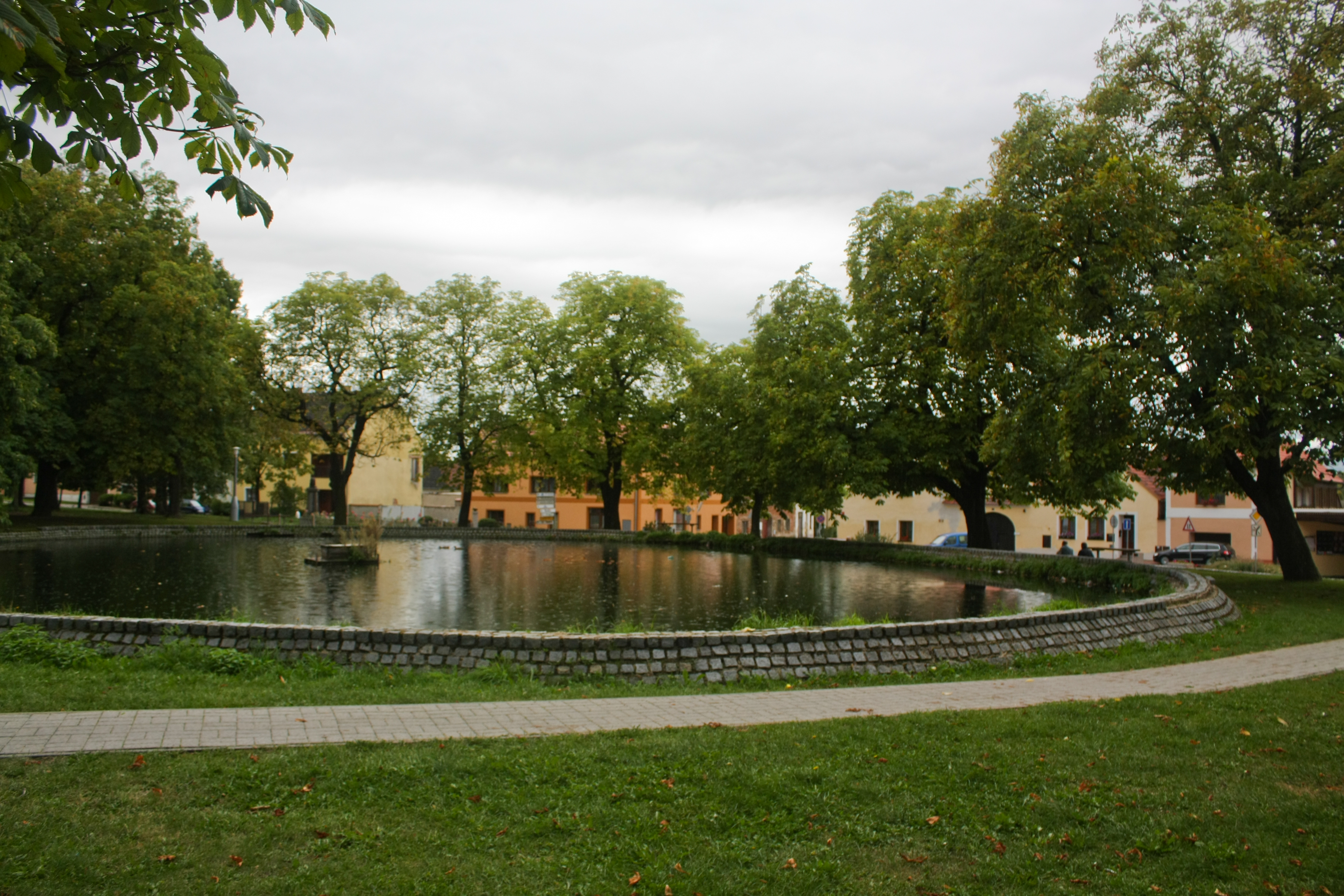
Vodní nádrž Kameňák
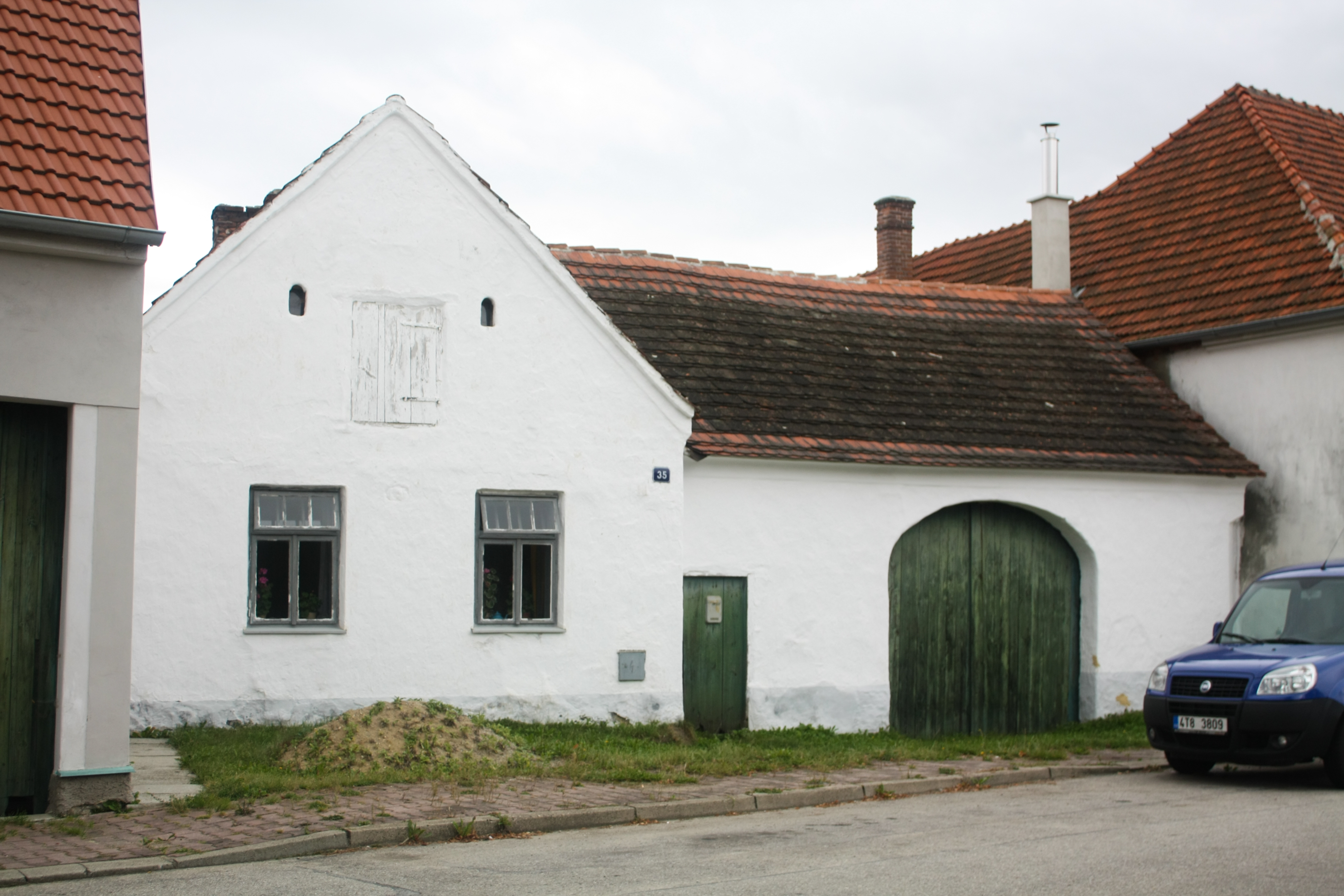
Usedlost
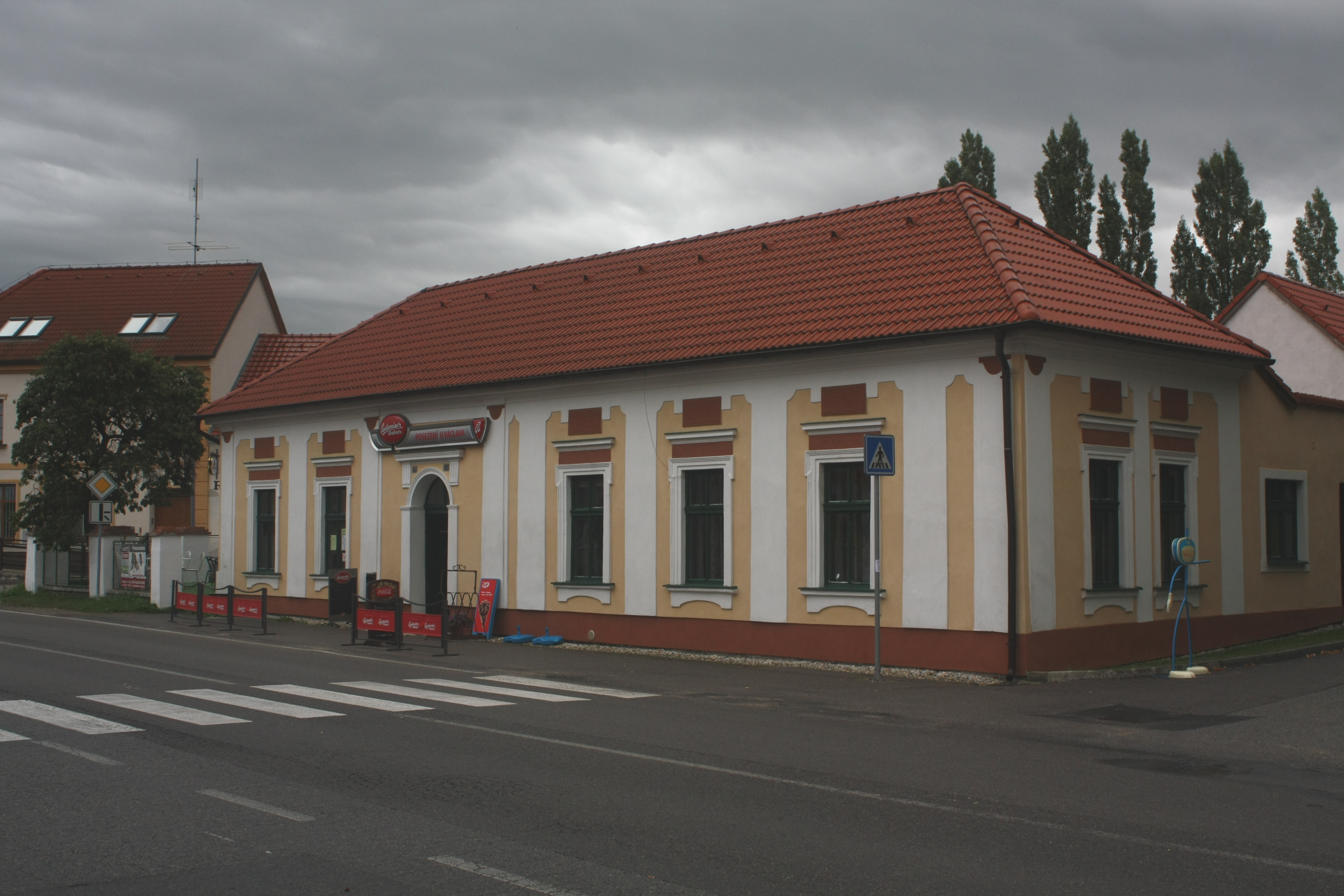
Hospůdka
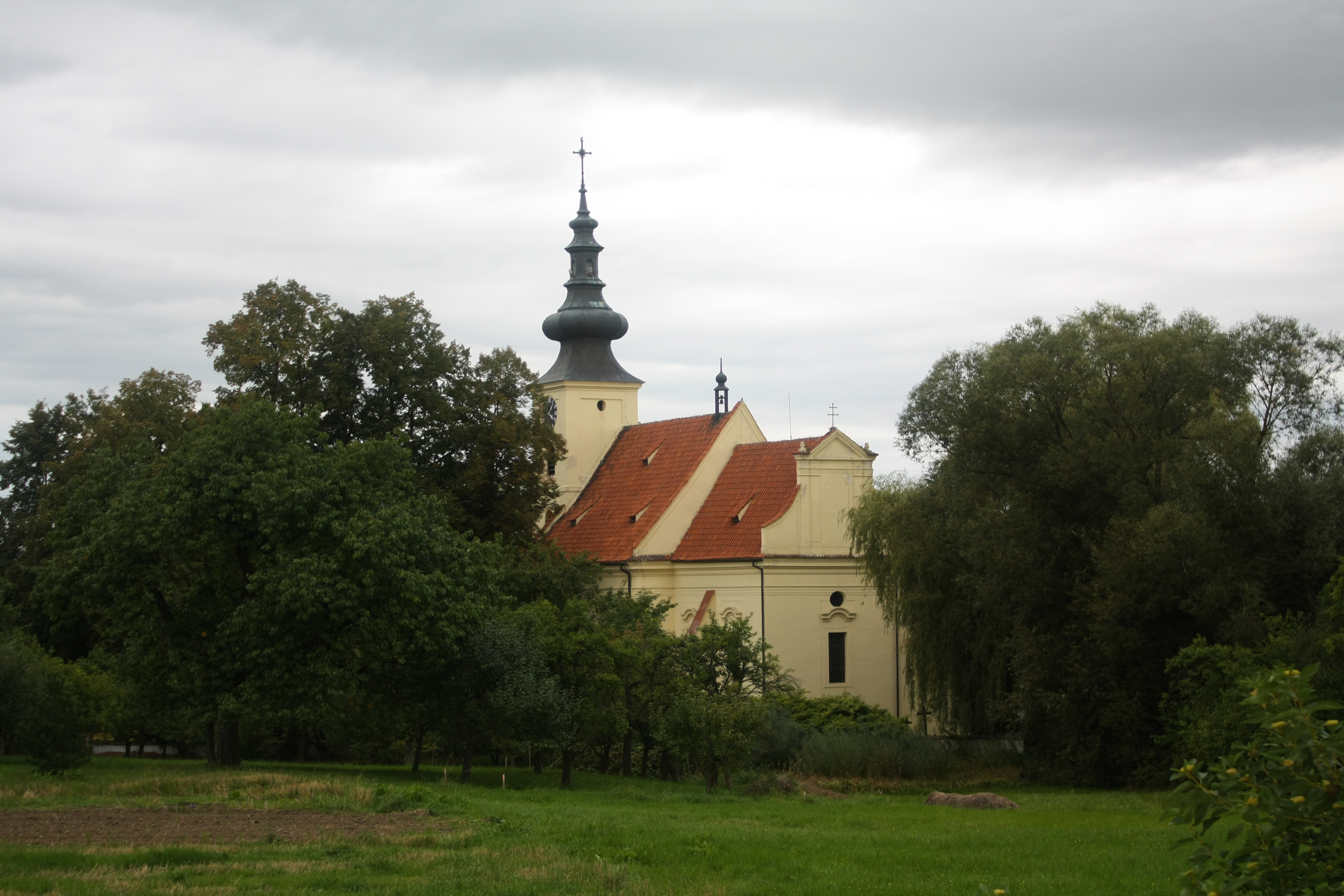
Kostel
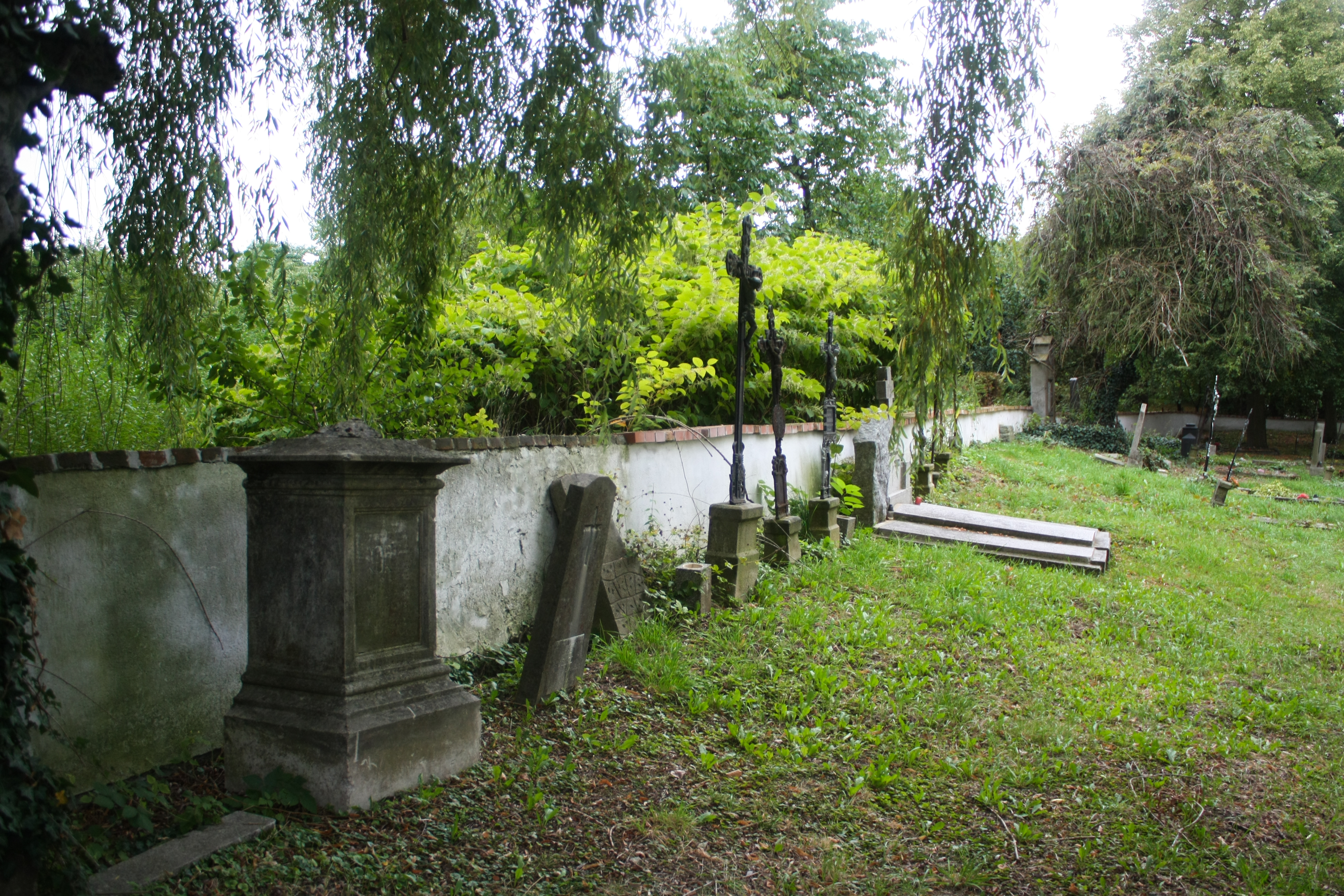
Hřbitov
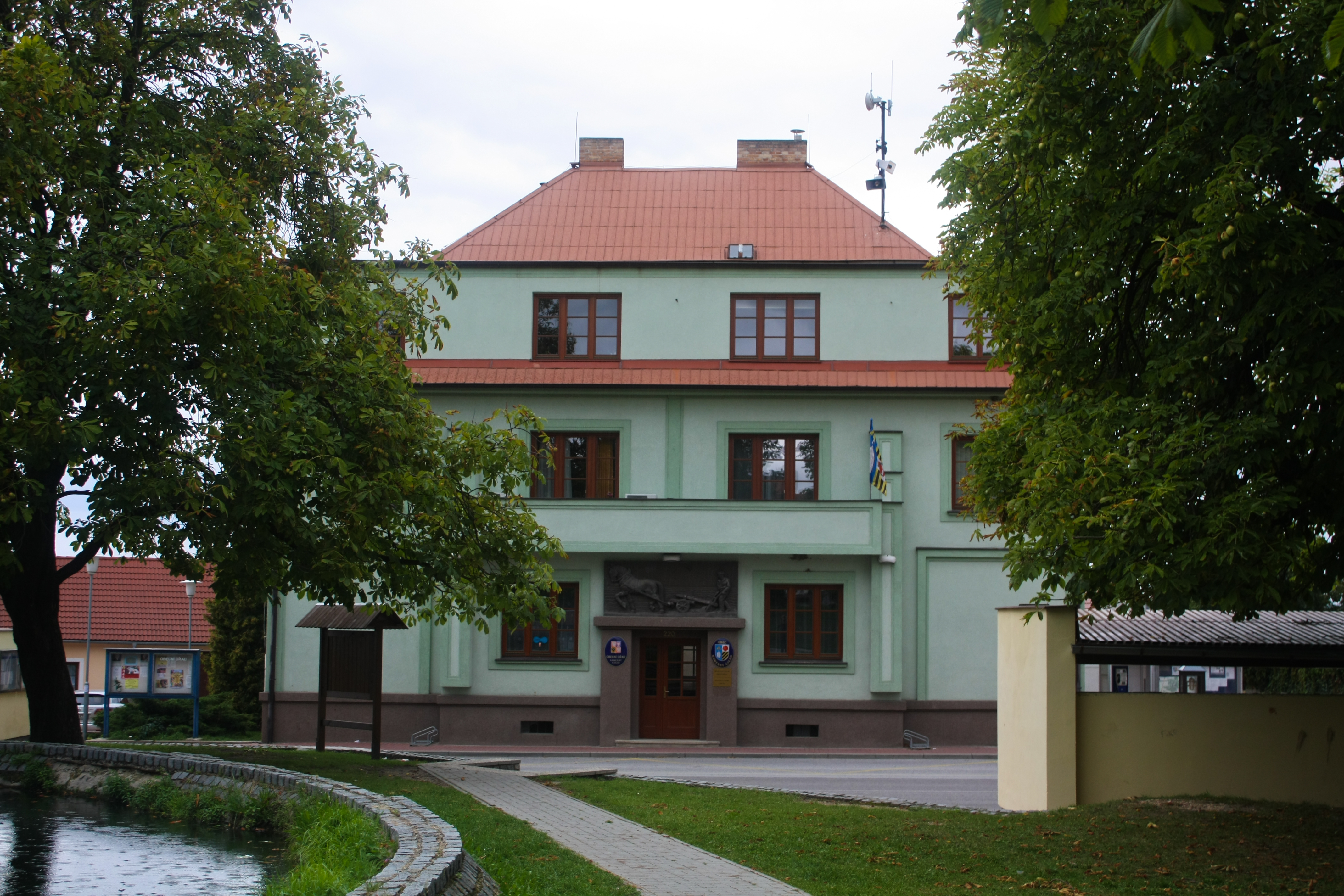
Radnice
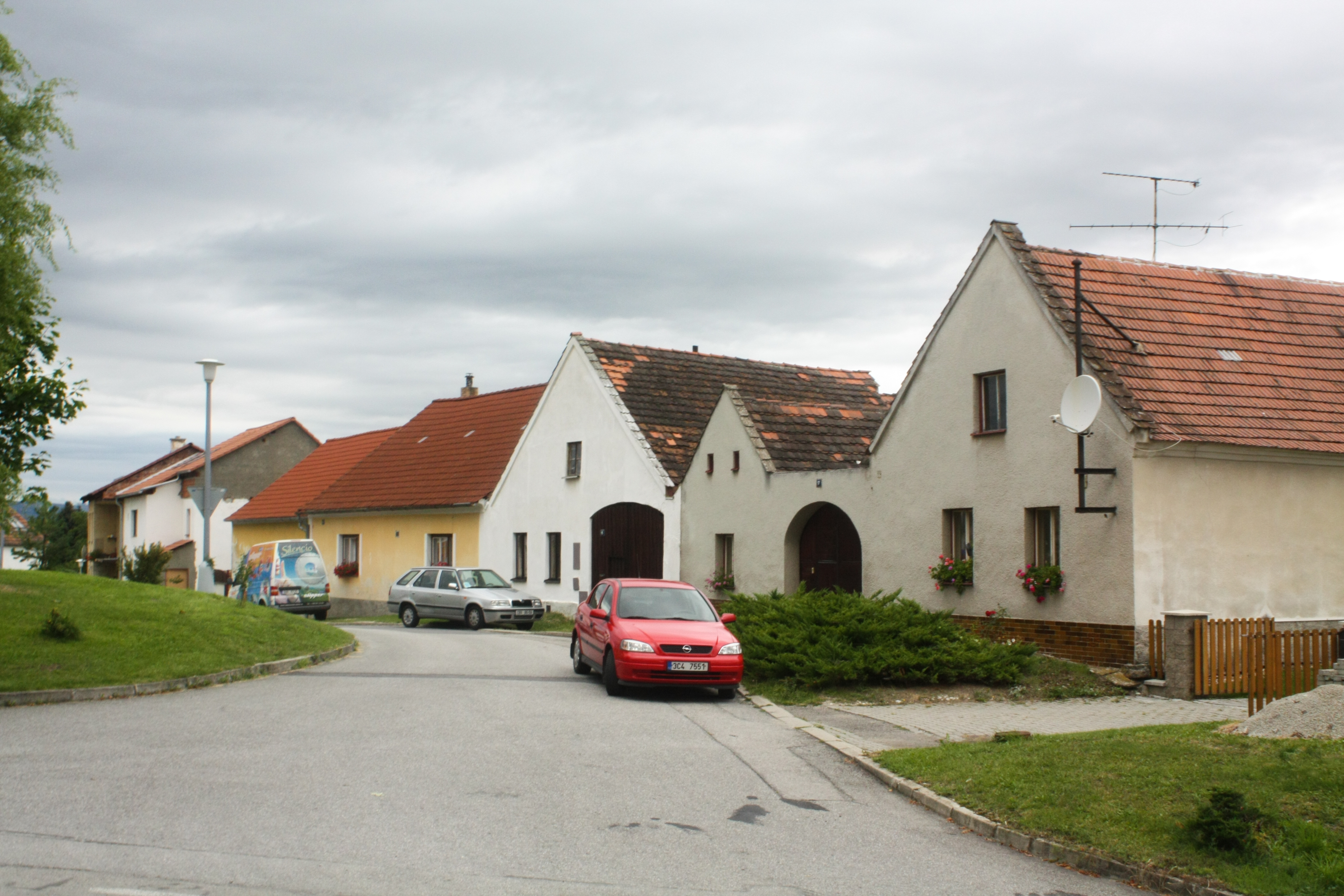
Usedlosti
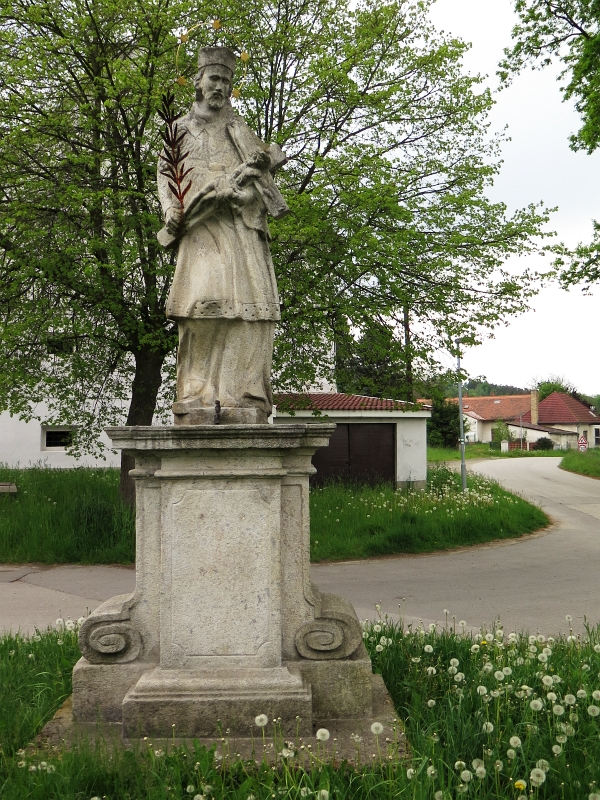
Socha Jana Nepomuckého